# サンタクルズ・バイシクルズ
サンタクルズ・バイシクルズは、カリフォルニア州サンタクルーズに拠点を置くハイエンドマウンテンバイクのメーカーである。 ダウンヒルレーシングチームのサンタクルズシンジケートのスポンサーである。2013年にブロンソン通り104番地からミッション通り2841番地に移転した。2015年7月3日、サンタクルズバイシクルズは、サーヴェロ、フォーカス、ロイヤル・ダッチ・ガゼルなどのブランドを含む自転車部門を持つオランダの財閥であるポンホールディングスに売却された。

## 歴史
サンタクルズ・バイシクルズは、1993年にロブ・ロスコップ、マイク・マルケス、リッチ・ノヴァクによって設立された。ロスコップはプロのスケートボーダーとして長年活躍しており、ノヴァクのサンタクルーズ・スケートボード社は2人が出会う前に「ロスコップ」という特別なモデルを発表していた。ロスコップとノヴァックは、自転車のサスペンションに精通していたバイクエンジニアのマイク・マルケス、デザイナーのトム・モリスとパートナーシップを結び、いくつかのプロトタイプを製作した。
1994年、彼らの最初のバイクはTazmonと呼ばれるフルサスペンションバイクだった。その1年後、100ミリトラベルのHecklerが発売されたが、このモデルは2016年モデルで販売終了となり、2020年にe-bikeとして再登場した。
同社は1999年頃、Outland Bikesからバーチャルピボットポイント（通称「VPP」）の特許を取得した。

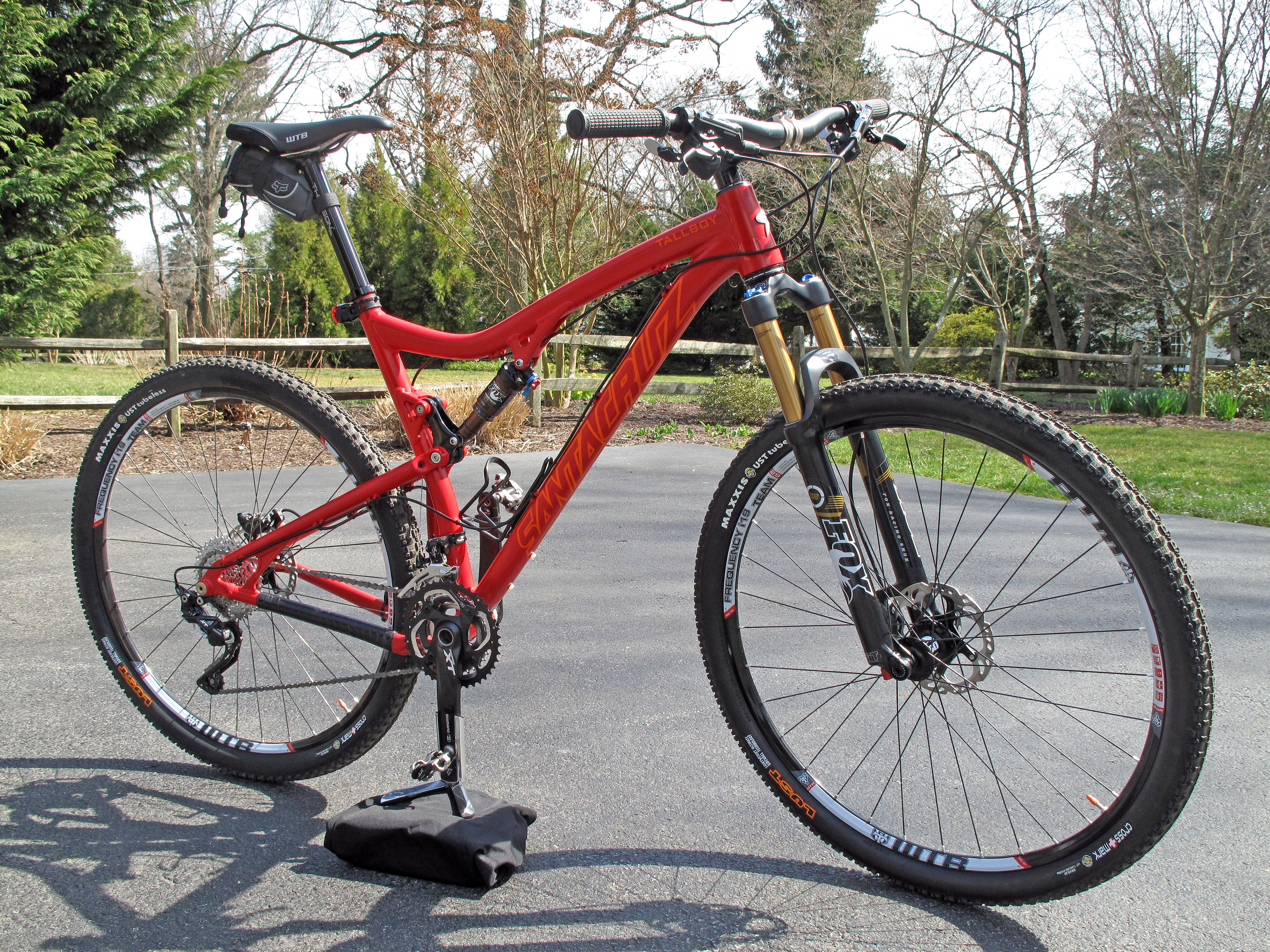
2013年サンタクルズマウンテンバイク「Tallboy」（アルミフレーム）

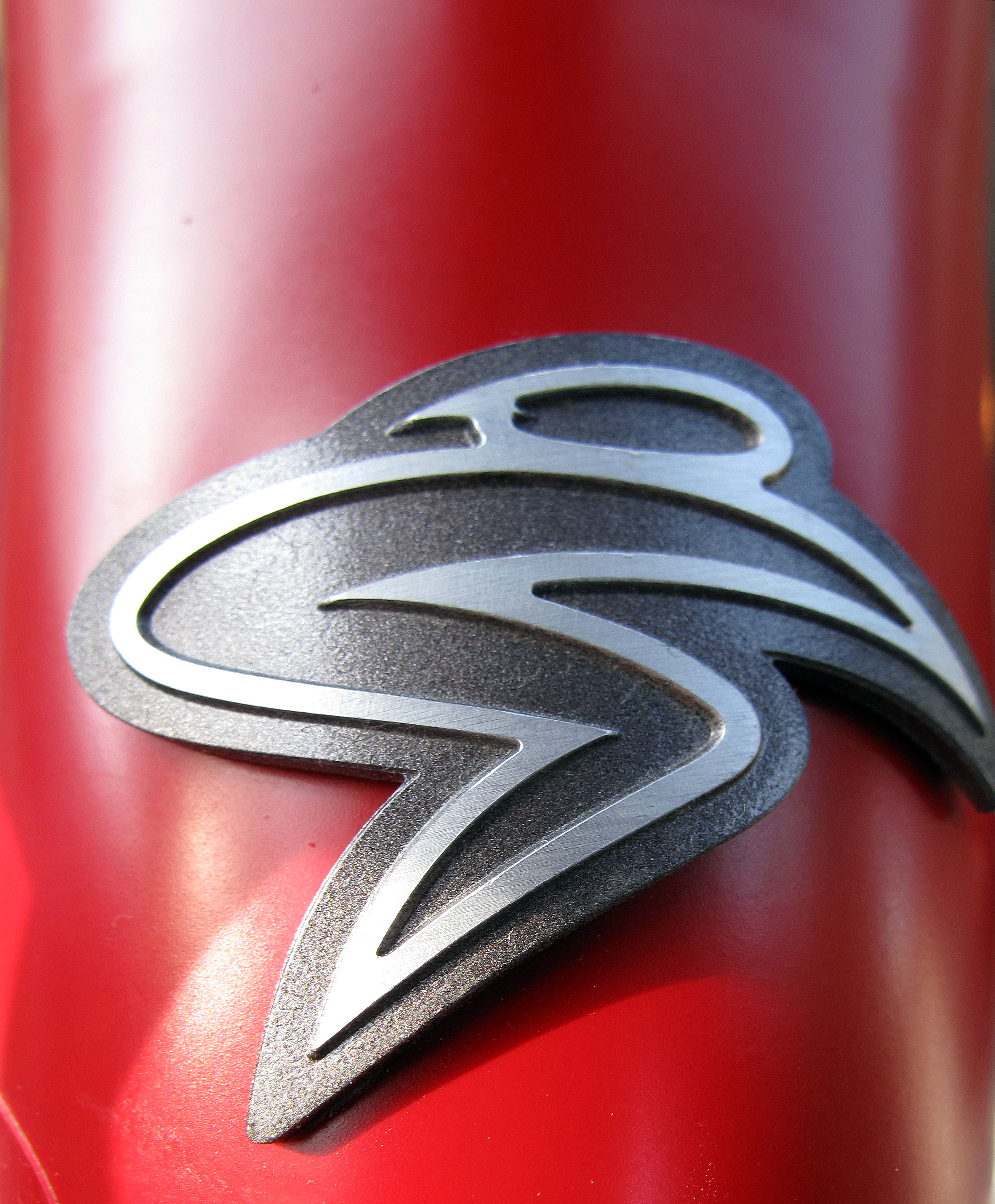
サンタクルーズ ヘッドバッジ

同社は、カーボンファイバーとアルミニウムを使用したマウンテンバイクを約12モデル製造しており、販売価格は1500ドルから10000ドル以上である。フレームの製造は中国と台湾で行われるが、すべての自転車はサンタクルーズで組み立てられ、出荷直前に顧客の仕様に合わせて製造される。
2006年、プロチームサンタクルズシンジケートを設立。スティーブ・ピートがUCIマウンテンバイク・ワールドカップで優勝。
2013年、ジュリ・フルタドによってデザインされ、ジュリにちなんで命名された女性向けマウンテンバイクの独立したブランドとシリーズとして、単一モデルの「Juliana」が独立した。
2017年、サンタクルズは製品ラインナップにカーボンファイバーホイール「Reserve Wheels」を追加することを発表した。
サンタクルーズモデル
- 5010/Furtado - 27.5" wheels, 130ミリメートル (5.1 in) VPP Travel
- Blur - 29" wheels, 100ミリメートル (3.9 in) VPP Travel (Re-introduced in 2018)
- Tallboy/Joplin - 29" wheels, 120ミリメートル (4.7 in) VPP Travel
- Bronson/Roubion - 27.5" wheels, 150ミリメートル (5.9 in) VPP Travel
- Hightower - 29" wheels, 145ミリメートル (5.7 in) VPP Travel
- Megatower - 29" wheels, 160 millimeters (6 in) VPP Travel
- Nomad - MX (29" front wheel, 27.5 rear wheel), 170ミリメートル (6.7 in) VPP Travel
- V10 - 27.5" wheels or 29" wheels,[2] 216ミリメートル (8.5 in) VPP Travel
- Chameleon - 29" or 27.5"+ wheels, hardtail trail bike
- Highball - 29" wheels, hardtail xc bike
- Jackal - 26" wheels, dirt jump frame
- Stigmata - 700c wheels, cyclocross/gravel bike
- Heckler - 27.5" wheels, e-mountain bike, 150ミリメートル (5.9 in) VPP Travel (Re-introduced as e-bike in 2020)
- Bullit - MX (29" front wheel, 27.5 rear wheel) - Produced from 1998 to 2011 and then re-introduced as an e-bike in 2020

サンタクルズホイール Reserve Wheels
- Reserve Carbon Wheels - 27.5 or 29" - 25, 27, 30, 37mm
- Reserve Aluminum Wheels - 27.5 or 29"

生産終了モデル
- Bantam
- Blur LT
- Blur XC
- Blur 4X
- Bullit
- Butcher
- Driver 8
- Heckler
- Juliana Cushtail
- Nickel
- Roadster
- Super 8
- Superlight
- Tallboy LT
- Tazmon
- VP Free
- HighTower LT

## サンタクルズシンジケート
サンタクルズシンジケートは、同社がスポンサーを務めるダウンヒルチーム。現在のメンバーはローリー・グリーンランド、ジャクソン・ゴールドストーン、ニーナ・ホフマン。
1. ↑  “Santa Cruz Bicycles | Quality Bicycles Since 1994” (英語). www.santacruzbicycles.com. 2024年6月18日閲覧。
2. ↑  “Santa Cruz Bicycles Releases New V10 DH Bike”

## サポートチーム・ライダー
- Santa Cruz - Rockshox Pro Team　UCIワールドカップXCレースチーム
- Santa Cruz Bicycles - htSQD　レコードレーベルがスポンサードするXCチーム
- ダニー・マッカスキル　世界的トライアルバイシクルライダー